# ام‌اس ورشچاگینو
ام‌اس ورشچاگینو (به انگلیسی: MS Vereshchagino) یک کشتی است که طول آن ۵۴٫۸ متر (۱۷۹ فوت ۹ اینچ) می‌باشد. این کشتی در سال ۱۹۷۸ ساخته شد.